# التقدير الأكاديمي في اليابان
يوجد نظام تدرج مختلف في كل مدرسة من مدارس اليابان. وتستخدم كثير من الجامعات مجموعة التصنيفات التالية:
| لتقدير الدراسي في اليابان (Kanji) | الترجمة الإنجليزية | النسبة المئوية            | الجامعة التي تعمل بنظام الأربع مستويات |
| --------------------------------- | ------------------ | ------------------------- | -------------------------------------- |
| shū (秀)                          | نموذجي، ممتاز      | (90–100%)، في حالات نادرة |                                        |
| yū (優)                           | جيد جدًا            | ب (80–89%)                | أ (80–100%)                            |
| ryō (良)                          | جيد                | ج (70–79%)                | ب (70–79%)                             |
| ka (可)                           | متوسط، مُجاز        | د (60–69%)                | ج (60–69%)                             |
| nin (認)                          | معتمد، مقبول       | هـ/و (50–59%)، غير متكرر  |                                        |
| fuka (不可)                       | غير مقبول، راسب    | هـ/و (0–59% أو 0–49%)     | و (059-%)                              |

يُعرف التعليم العام في مرحلة ما قبل التعليم الثانوي بأنه تعليم إجباري، وكل طفل ياباني يلزمه الحضور إلى المدرسة حتى اجتياز مرحلة التعليم الإعدادي. والعجيب في الأمر أن الطفل قد يجتاز الصف الدراسي وإن رسب في أحد المقررات دون التعويل على تقديره في الاختبارات. ولا تؤثر التقديرات بشيء على سير العملية التعليمية إلا عندما يتقدم لاختبارات القبول للحصول على التعليم الثانوي.
وغالبًا ما يلجأ الآباء إلى إرسال أولادهم إلى cram schools (塾 Juku) أو مدارس خاصة بهدف تدريبهم على اجتياز تلك الاختبارات.
وتتبنى أغلب الجامعات القومية نظام التدرج المكون من 4 مستويات تصنيفية (أ، ب، جـ، وفقط) ويحصل من هم دون المستوى من الطلاب على تقدير (و)، ويُدفعون إلى إعادة المواد نفسها في الفصل الدراسي التالي.